# Грб општине Житорађа
Грб општине Житорађа урађен је у складу са правилима српске градске хералдике. У складу са тим, грб постоји у три варијанте: Велики, Средњи, Мали. 
Грб је званично усвојен на седници Скупштине општине Житорађа, дана 15. октобра 2010. године. Употреба је регулисана Одлуком о употреби имена, грба и заставе општине Житорађа.
Графичко решење Општине Житорађа је урађено по замисли, опису и цртежу Љубише Стевановића, радника Општинске управе општине Житорађа, уз стручну помоћ и финалну дораду Ивана Сарајчића, дипломираног географа из Земуна и председника вексилолошке комисије Српског хералдичког друштва "Бели орао“.

## Мали (основни) грб општине Житорађа
Мали грб - грб опште примене, који се као такав користи у свим приликама. На њему су представљени штит са грбовном сликом чији блазон (хералдичка дефиниција грба) гласи: „На плавом пољу су три кривудаве линије у црвеној, плавој и белој боји (боје заставе Р. Србије), којима је представљена река Топлица. Испред линија се налазе три класа пшенице или жита, који симболизују пољопривреду и који алудирају на име општине.

## Средњи грб општине Житорађа
Основни грб је допуњен параферналијама тј. додатним садржајима изван штита. Изнад штита се налази сребрна бедемска круна без видљивих мерлона (зуба) који представљају територијалну ознаку која хералдички говори да се ради о територији са око 20.000 становника. Испод штита је постављена лента (трака) на којој је исписан назив Општине. Она није обавезна, али појачава визуелни осећај целине.

## Велики грб општине Житорађа
Велики грб — грб највишег ранга, репрезентује општину у посебним и другим утврђеним случајевима и на за то одређеним местима. 
У средини је основни грб (мали грб) општине Житорађа, који представља штит.
Изнад штита се налази сребрна бедемска круна без видљивих мерлона (зуба) који представљају територијалну ознаку која хералдички говори да се ради о територији са око 20.000 становника. 
Као држачи штита појављује се на хералдички десној страни (левој од стране посматрача) Свети апостол Петар, а са леве Свети апостол Павле, као директна асоцијација на општинску славу. Ту су и стегови — хералдичке заставе, и то стег Републике Србије као надређене територијалне инстанце — хералдички десно, и историјски стег — хералдички лево. Стег лево је квадратан, и на њему се налази застава Општине Житорађа.
Травом обрасли брежуљкасти постамент и у дну штита симетрично постављене храстове гранчице, симболишу равничарско — брдовити терен наше општине. Цела композиција великог грба стоји на ленти у чијем централном делу је исписан назив општине, лево је исписано римским словима „IV c“ што означава 4. век, од када датирају први писани подаци о Житорађи. На десном делу ленте је исписана 1877. година, година ослобођења Житорађе од Турака.
Трака са именом општине није обавезни елемент грба, али лепо заокружују његову визуелну форму и завршава ову хералдичку причу о грбу општине Житорађа.

## Галерија
Старији грбови
- Први грб Житорађа из социјалистичког доба, до 1992. године.
- Грб у периоду од 1992. до 2010. године